# Little Fish
Little Fish (br: Sob o Efeito da Água) é um filme de drama australiano, realizado por Rowan Woods, lançado em 2005.

## Sinopse
Em Sydney, Tracey Heart (Cate Blanchett), de 32 anos, é gerente de uma loja de videos, ex-viciada em heroína e limpa há quatro anos. Ela está a tentar levantar quarenta mil dólares para comprar uma loja de jogos de computador e assim tornar-se parceira do seu patrão, mas com base em registos negativos dela, os bancos negam o empréstimo. Tracey cuida do seu padrasto drogado, Lionel Dawson (Hugo Weaving), tentando ajudá-lo a ultrapassar o vicio. Quando o seu ex-namorado, Jonny (Dustin Nguyen), volta de Vancouver, a mãe de Tracy, Janelle (Noni Hazlehurst), teme que ela volte às drogas, enquanto ela culpa Jonny pelo acidente de carro que fez o seu filho, Ray (Martin Henderson), perder uma perna. Quando Ray e Jonny se juntam a Moss (Joel Tobeck), o assistente do chefe aposentado penal gay Bradley "O Jockey" Thompson (Sam Neill), para o tráfico de entorpecentes, Tracey é convencida por Jonny a juntar-se a eles e, assim, levantar o dinheiro necessário para o seu negócio ao longo do fim de semana.

## Elenco
- Cate Blanchett — Tracey Heart
- Sam Neill — The Jockey
- Hugo Weaving — Lionel
- Martin Henderson — Ray
- Noni Hazlehurst — Janelle
- Dustin Nguyen — Jonny
- Joel Tobeck — Moss